# Didaktik der Arbeitslehre
Didaktik der Arbeitslehre (auch Arbeitslehredidaktik) ist die Fachdidaktik der Arbeitslehre.

## Nähere begriffliche Eingrenzung
Ausgehend von der Zielsetzung, dass mit dem Fach „Arbeitslehre“ junge Heranwachsende in die Arbeitswelt, in die Welt der Betriebe, der Wirtschaft und der Technik eingeführt werden sollen, damit diese Lernenden gemäß Kultusministerkonferenz sich unter pädagogischer Anleitung ‚ein Befähigtsein und eine Reife zum Treffen einer Berufswahl‘ erarbeiten, befasst sich die „Didaktik der Arbeitslehre“ mit der didaktischen Vermittlung von Sämtlichem, was wesentlich ist, was der Erreichung des genannten Lernziels dient.
Um die vielfältigen Facetten der Arbeitswelt zeigen zu können, bietet sich eine audiovisuelle Aufbereitung der Themenstoffe der Arbeitslehre, etwa durch Einbeziehung von Videodokumentationen einzelner Themen aus der Arbeitswelt, an. Mit der Vermittlung des Faches Arbeitslehre geht die Durchführung von Betriebsbesichtigungen einher, des Weiteren die Erstellung von Modellen, Prototypen und Mustern von Objekten, die in Prozessen in der Arbeitswelt von Bedeutung sind – diese sollen wegen der Vielzahl an vorhandenen Möglichkeiten nur exemplarisch erarbeitet werden, um eine Stoffüberfülle zu vermeiden. Wichtig sind auch die im Unterricht vorzubereitenden und zu betreuenden Betriebspraktika. Eine spezielle Form der didaktischen Gestaltung der Arbeitslehre sind realitätsnahe Rollenspiele in einer Übungsfirma.
In den Arbeitslehreunterricht soll didaktisch eine Mehrdimensionalität einfließen, d. h. es sollen Aspekte sozio-ökonomischer, sozio-politischer und sozio-ökologischer Art zur Geltung gebracht werden. Im Unterricht sollen nicht allein Fakten, sondern insbesondere auch Zusammenhänge der Arbeitswelt, der Wirtschaft, der Politik und der Gesellschaft – entsprechend der Auffassungsgabe und des Verständnisses der Lernenden – herausgearbeitet werden.
Die Arbeitslehredidaktik ist eine eigenständige Disziplin mit vielfältigen Bezügen, auf fachwissenschaftlicher Ebene insbesondere zur Haushaltswissenschaft/Ernährungswissenschaft (Ökotrophologie), zu den Technikwissenschaften, zur Wirtschaftswissenschaft sowie Arbeitswissenschaft und den „Verbraucherwissenschaften“. Analog zu anderen Fachdidaktiken bezieht sich die Arbeitslehredidaktik außerdem auf die Erziehungs- und Bildungswissenschaft, weitere Disziplinen der empirischen Bildungsforschung und andere Fachdidaktiken.

## Forschungen und Entwicklung
Forschungen und Entwicklungen der Arbeitslehredidaktik beziehen sich auf das fachspezifische Lehren und Lernen. Dazu gehören sowohl informelles Lernen im Lernfeld Arbeitslehre und formelles Lernen im Schulfach Arbeitslehre, das in den verschiedenen Bundesländern unterschiedlich benannt wird, sowie im Studienfach Arbeitslehre, das an Universitäten und Pädagogischen Hochschulen gelehrt wird. Fachdidaktik Arbeitslehre ist außerdem ein Bestandteil der Qualifikation für das Lehramt Arbeitslehre.
Neben Gegenstand und Aufgaben der Arbeitslehredidaktik sind gesellschaftlich relevante Fragen zur Alltagsgestaltung von Bedeutung. So weist zum Beispiel das Fachgebiet Fachdidaktik Arbeitslehre (Prof. Dr. Silke Bartsch) folgende Forschungsschwerpunkte aus:
- "didaktische Grundfragen der lebensweltorientierten Bildung in der Arbeitslehre,
- fachdidaktische Forschungen zu Themen der Verbraucherbildung und Digitalisierung,
- fachspezifische Lehr-Lernarrangements und methodische Zugänge in der digitalen Welt,
- subjektive Theorien von Lehrenden und Lernenden, Schwerpunkt: Bildung für nachhaltige Entwicklung (BNE),
- Aufgabenentwicklung mit Blick auf die Querschnittsthemen Inklusion und Sprachbildung".

## Arbeitslehredidaktik Disziplinen
- Haushaltswissenschaft/Ernährungswissenschaft
- Technikwissenschaften
- Wirtschaftswissenschaft
- Arbeitswissenschaft
- Verbraucherwissenschaften

## Notizen zur Historie: Entstehung der Arbeitslehredidaktik
Die Entwicklungen der Arbeitslehredidaktik ist eng mit der Entstehungsgeschichte des Unterrichtsfaches Arbeitslehre verbunden. Deshalb kann sie kaum getrennt davon betrachtet werden. Im folgenden Abschnitt wird die historische Entwicklung der Arbeitslehre und ihrer Entwicklung der Didaktik in ausgewählten Schwerpunkten dargestellt.

### Die Arbeitsschulbewegung
Ein Konzept, das „Schule“ und „Arbeitswelt“ zusammenführte und damit eine Verbindung von Theorie und Praxis intendierte, ist dem Begründer der Arbeitsschule Georg Michael Anton Kerschensteiner (1854–1932) zuzuschreiben. Er nahm eine zentrale Rolle in der Reformpädagogik ein und führte den „Arbeitsunterricht“ als Fach in der Weimarer Republik ein. Praktische und soziale Notwendigkeiten des Lebens prägten seine Pädagogik und erforderten für den Unterricht u. a. einen lebenspraktischen Bezug und einen berufsvorbereitenden Unterricht.
Die unterschiedlichen Konzepte der Reformpädagogik und die der Arbeitsschulbewegung prägen die Lehrpläne der Arbeitslehre und das Berufsschulwesen bis heute. Im Kern steht ein lebensnaher und persönlichkeitsbildender Arbeitslehreunterricht, der Kinder und Jugendliche die Teilnahme zum Wirtschaftsleben ermöglicht, Kinder und Jugendliche dazu zur Berufswahl befähigt, um so einen erfolgreichen Übergang von der Schule in die Arbeitswelt zu ermöglichen.

### Etablierung der Arbeitslehre in den 1960er- und 1970er-Jahren
Im Jahr 1964 wurde mit dem „Gutachten über das Berufliche Ausbildungs- und Schulwesen“ eine Empfehlung zum „Aufbau der Hauptschule“ entwickelt. Demnach wurde die Hauptschule als vierjährige Ganztagsschule mit einheitlichem Konzept entworfen, die auf Grundschul- und Förderstufe aufbaut. Ab der siebten Klasse sollten die Schülerinnen und Schüler in die Arbeits- und Berufswelt eingeführt werden.
Ein Schwerpunkte des neuen Unterrichtsfachs Arbeitslehre bildete das praktische Arbeiten in verschiedenen Fachgebieten, wie Wirtschaft, Arbeit, Technik sowie Hauswirtschaft. Gedankliche Vorbereitungen, Reflexionen und Auswertungen hatten dennoch einen hohen Stellenwert. Produktions- und Dienstleistungsprozesse sollten nähergebracht werden. Die Berufswahl bildete das didaktische Zentrum des Arbeitslehreunterrichts. Darum wurden auch Praktika absolviert, um u. a. erste praktische Einblicke in Unternehmen/Betriebe zu erlangen.
Das Fach Arbeitslehre wurde damals ausschließlich in der Sekundarstufe I unterrichtet, trotz bildungspolitischer Forderungen nach einer Einführung des Fachs in allen Schulstufen. Mit der Zeit wurde das Fach Arbeitslehre ständig weiterentwickelt, sodass unterschiedliche didaktische Konzeptionen sowie theoretische und bildungspolitische Ansätze vorgelegt wurden. Abermals stand das Fach Arbeitslehre in der Kritik, diesmal aufgrund fehlender Systematik und Forschung. Gefordert wurden ein stärkeres wissenschaftsorientiertes Konzept und eine präzise Definition der Fachdidaktik für das Fach. Mit der Einführung fachdidaktischer Lehrstühle und der Gründung arbeitslehredidaktischer Fachgesellschaften wurde die (Weiter-)Entwicklung der Arbeitslehredidaktik vorangetrieben.

### Weitere Genese der Arbeitslehredidaktik
1974 wurde ein arbeitswissenschaftliches Konzept entwickelt, welches in der beruflichen Bildung zu einer Kompetenzwende führte. Im Zuge dessen wurden die theoretischen und didaktischen Inhalte der Arbeitslehre neu entwickelt. Es wurde unter anderem zum Kompetenzbegriff bildungstheoretische Perspektive, subjektive und gesellschaftliche Aspekte der beruflichen Bildung hinzugefügt. Außerdem sind neue didaktische Leitlinien geschaffen worden, die die Handlungsorientierung und den Subjektbezug als Prämissen für das pädagogische Handeln in den Mittelpunkt stellen. Diese Neuausrichtung wurde in der Kultusministerkonferenz 1988 zur Strukturierung der Arbeitslehre als Lernfeld eingebracht mit dem Ziel, einer größeren curricularen Öffnung und einer besseren Integration der Arbeitslehrinhalte in anderen Unterrichtsfächern.
Die Neuorientierung der Arbeitslehre als Lernfeld wurde in den 1990er-Jahren in den Bundesländern nicht einheitlich umgesetzt. Selbst das Fach „Arbeitslehre“, wurde seit den 1970er-Jahren in den Bundesländern heterogen in die Schulpraxis eingeführt. Als Konsequenz daraus gibt es Arbeitslehre als eigenständiges Fach, als Fächerverbund oder aber auch als eine Ergänzung von bereits bestehenden Fächern. Hinzuzufügen ist, dass einzelne Bundesländer in Bildungszielen und Inhalten der Arbeitslehre voneinander erheblich differierten.
In einer Fachdebatte in den 1980er-Jahren wird die unterschiedliche Umsetzung des Fachs Arbeitslehre kritisiert: Das Fach sei unübersichtlich; es fehle an identitätsbildenden, wissenschaftlichen Schwerpunkten und Bezugsdisziplinen. Daraufhin sind seit 1990 bildungspolitische Reforminitiativen und theoretische Ansätze zur Neuentwicklung der Arbeitslehre entstanden. Die „Gesellschaft für Arbeit, Technik und Wirtschaft im Unterricht“ (GATWU) erarbeitete ein Kerncurriculum für die Arbeitslehre und leistete einen bedeutenden Beitrag dazu, dass das Fach in den einzelnen Bundesländern mehr vereinheitlicht wurde. Durch die Diskussion um die Bildungsstandards sind außerdem neue curriculare Konzepte entwickelt worden, so wurde in die Entwicklung neuer Lehrpläne das kompetenzorientierte Lernen in die Bildungsstandards hinzugefügt.
Das Leitbild der Didaktik ist in folgenden Bezugskategorien einzuordnen: Theorie-Praxis-Transfer, Exemplarik sowie Handlungsorientierung. Der Aufbau des Rahmenlehrplans wird in Basiskonzepten, Inhaltsfeldern und Kompetenzen beschrieben, die thematisch nach dem Bedingungsgefüge Wirtschaft/Betrieb/Unternehmen, Lebenswelt/Haushalt/Familie und Gemeinwesen/Staat/Ehrenamt ausgerichtet sind.